# Cricket South Africa
Pour les articles homonymes, voir CSA.
Cricket South Africa (CSA) est l'instance dirigeante du cricket en Afrique du Sud à partir de 1991. Fondée sous le nom de United Cricket Board of South Africa, la fédération gère notamment les principales compétitions sud-africaines et l'Afrique du Sud. Elle est membre de plein droit de l'International Cricket Council.

## Histoire
Le United Cricket Board of South Africa (UCBSA) est fondé en 1991, l'année de l'abolition de l'Apartheid. Il est essentiellement la fusion de la South African Cricket Union (SACU) et du South African Cricket Board (SACB). La SACU, fondée en 1977, est une première tentative de fédération unie, regroupant le cricket à la fois blanc et non-blanc. Elle subit une scission quasiment dès sa formation, qui résulte en la formation du SACB, qui, progressivement, gère la totalité des compétitions auxquelles prennent part les Coloured et les joueurs d'origine asiatique. Le UCBSA est admis comme membre de plein droit de l'International Cricket Council dès l'année de sa création. L'unification permet le retour sur la scène internationale de l'équipe d'Afrique du Sud, isolée depuis 1970.
En 1998, la fédération introduit la « politique de transformation », une forme de discrimination positive à tous les niveaux de jeu destinée à favoriser l'émergence de joueurs de couleur, pour que l'équipe nationale soit plus représentative de la société sud-africaine.